# Wang Xinpeng

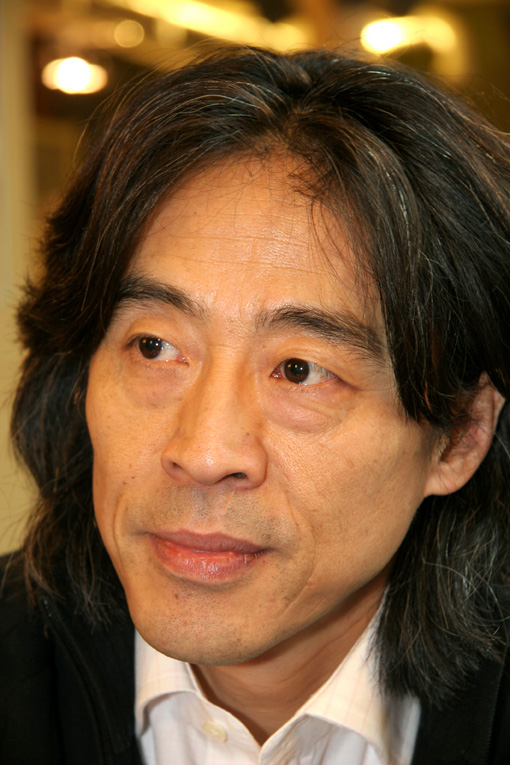
Wang Xinpeng (2005)

Wang Xinpeng (王新鵬, oft falsch als Xin Peng Wang transkribiert, * 1. September 1956 in Dalian, Volksrepublik China) ist ein chinesischer Choreograf.

## Leben
Von 1970 bis 1974 erhielt Wang seine Ballettausbildung in seiner Heimatstadt. Anschließend folgte ein vierjähriges (1985–1989) Choreografiestudium an der Tanzhochschule Peking. Zudem wurde ihm ein einjähriges Zusatzstudium für Modernen Tanz an der Essener Folkwang Hochschule gewährt.
Seit 1996 ist er als freier Choreograf in der ganzen Welt unterwegs. Berufliche Engagements führten ihn nach Hongkong, zum Nationalballett von Peking, zum Tanzfestival nach New York, zur Semperoper in Dresden, zum Nationalballett nach Amsterdam, zum Royal Ballet van Vlaanderen Antwerpen und nach Litauen, wo er ebenfalls Choreografien für das Nationalballett erarbeitete. Wang ist seit September 2003 Ballettdirektor am Theater Dortmund.
Als Tänzer war Wang Xinpeng über viele Jahre als Solist am Zentralen Tanzensemble Peking, am Ballettensemble Peking und am Aalto-Theater Essen engagiert, für das er auch zahlreiche Choreographien schuf. Im Jahr 2000 arbeitete er mit dem bekannten Regisseur Zhang Yimou zusammen. 2001 hatten die Ballett-Abende „Die rote Laterne“ am Pekinger Chinesischen Nationalballett und „Death and Fire“ am Koninklijk Ballet van Vlaanderen Antwerpen Premiere. Von 2001 bis 2003 war Wang Xinpeng Ballettdirektor am Meininger Staatstheater, wo 2002 seine Choreographie „Vier Jahreszeiten“ zu Musik von Antonio Vivaldi und Astor Piazzolla zur Aufführung kam. In Meiningen entstanden außerdem „Petruschka/Feuervogel“, „Image“, „Aschenbrödel“, „Carmina Burana“ und „Sheherazade“. Für das Theater Dortmund gestaltete Wang unter anderem die erfolgreichen Produktionen „Schwanensee“ und „Der Nussknacker“, „Mozart“ und „Das Lied vom Meer“. Weiterhin feierte er mit „Hommage an Bach“, „Manon Lescaut“, „Raum X“, „Romeo und Julia“, „Krieg und Frieden“, „The Last Future“ und „Element X“ große Erfolge. In der Spielzeit 2010/2011 setzte er die Dortmunder Reihe neuer Handlungsballette mit „h.a.m.l.e.t. – Die Geburt des Zorns“ fort und hat den Ballettabend „Mozart“ mit Musik von Michael Nyman neu überarbeitet. In der Spielzeit 2011/12 zeigte er in Dortmund eine stark überarbeitete Fassung seines „Schwanensee“ und brachte das neue Märchenballett „Fantasia“ auf die Bühne. In der Saison 2012/13 steht mit „Der Traum der Roten Kammer“ nach Honglou Meng von Cao Xueqin, einem der vier großen klassischen Romane der chinesischen Literatur, ein neues, abendfüllendes Handlungsballett auf dem Programm des Ballett Dortmund. Wang schlägt damit die Brücke von der Kultur seiner chinesischen Heimat zur westlichen Kultur. In aufwändiger Ausstattung und zur Musik Michael Nymans nimmt Wang das Publikum mit auf eine Zeitreise von Chinas autoritärer Kaiserzeit bis zur Gegenwart des Wirtschaftsgiganten.

## Werkliste (ab 2005)
- Schwanensee, Theater Dortmund (Premiere am 5. Februar 2005, überarbeitete Neufassung am 1. Mai 2012)
- Das Lied vom Meer, Theater Dortmund (Uraufführung am 28. Mai 2005)
- Bolero, Theater Dortmund (Premiere am 28. Mai 2005)
- Der Nussknacker, Theater Dortmund (Premiere am 10. Dezember 2005)
- Mozart, Theater Dortmund (Uraufführung am 12. Mai 2006)
- Mein Bach, Theater Dortmund (Uraufführung am 11. November 2006)
- Manon Lescaut, Theater Dortmund (Premiere am 27. Januar 2007)
- Raum X, Theater Dortmund/Harenberg City-Center (Uraufführung am 2. Juni 2007)
- Romeo und Julia, Theater Dortmund (Premiere am 27. Oktober 2007)
- Krieg und Frieden, Theater Dortmund (Uraufführung am 8. November 2008)
- Le Sacre de printemps, Theater Dortmund (Premiere am 7. Juni 2009)
- The Last Future, Theater Dortmund (Uraufführung am 20. Februar 2010)
- Element X, Theater Dortmund/Harenberg City Center (Uraufführung am 24. April 2010)
- H.a.m.l.e.t. – Die Geburt des Zorns, Theater Dortmund (Uraufführung am 6. November 2010)
- Identities, Theater Dortmund im Ballettzentrum Westfalen (Uraufführung am 22. Juni 2011)
- Fantasia – Erwache in deinem Traum, Theater Dortmund (Uraufführung am 12. November 2011)
- Der Traum der roten Kammer, Theater Dortmund/The Hong Kong Ballet (Uraufführung der Dortmunder Fassung am 10. November 2012)
- No Constancy, Theater Dortmund (Uraufführung am 16. März 2013)
- Le sacre du printemps,  Chinesischen Nationalballett, Peking (Premiere am 9. Mai 2013)
- Geschichten aus dem Wiener Wald, Theater Dortmund (Uraufführung am 22. Februar 2014)

## Publikationen
- Xin Peng Wang, eine Werkschau. Mit Fotografien von Maria-Helena Buckley, Thomas M. Jauk, Bettina Stöß u. a., Beiträge von Christian Baier, Tobias Ehinger, Rebecca Schönsee und Dorion Weickmann. Dortmund 2012 (96 Seiten, 90 Abbildungen)